# Orusco de Tajuña
Orusco de Tajuña (antiguamente Orusco) es un municipio y localidad española del sureste de la Comunidad de Madrid. El término municipal, perteneciente a la comarca de Las Vegas, tiene una población de 1511 habitantes (INE 2024).

## Geografía
Ubicación
La localidad está situada a una altitud de 646 m sobre el nivel del mar. Dista 31 km de Alcalá de Henares y unos 55 km de Madrid.
| Noroeste: Villar del Olmo | Norte: Ambite | Noreste: Mondéjar (Guadalajara)  |
| Oeste: Valdilecha         |               | Este: Almoguera                  |
| Suroeste: Carabaña        | Sur: Carabaña | Sureste: Almoguera (Guadalajara) |

## Historia
La toponimia municipal tiene origen ligur o prerromano y procede de la derivación del término “Usco”. Conserva restos que atestiguan su pasado romano y figura en las crónicas de Ptolomeo.
Entre el 25 de marzo de 1190 y 1214, formaría parte del Sexmo de Tajuña, perteneciente a la Comunidad de Ciudad y Tierra de Segovia, en 1214 pasaría a la silla del Arzobispado de Toledo.
Perteneció a la jurisdicción alcalaína hasta 1554, fecha en que obtiene su independencia.
Se denominó Orusco hasta 1991.

## Demografía
Cuenta con una población de 1511 habitantes (INE 2024).
| Gráfica de evolución demográfica de Orusco de Tajuña entre 1842 y 2021 |
| |
| Población de derecho según los censos de población del INE Población de hecho según los censos de población del INEEn estos censos se denominaba Orusco: 1842, 1857, 1860, 1877, 1887, 1897, 1900, 1910, 1920, 1930, 1940, 1950, 1960, 1970, 1981 y 1991 |

## Transporte público
Orusco de Tajuña cuenta con tres líneas de autobús, de las cuales sólo una enlaza directamente con Madrid capital, en la estación de Conde de Casal. Estas líneas son:
| Línea | Recorrido                                    |
| ----- | -------------------------------------------- |
| 260   | Alcalá de Henares - Ambite - Orusco          |
| 322   | Arganda del Rey (Hospital) – Ambite          |
| 326   | Madrid (Conde de Casal) – Mondéjar - Driebes |

Las tres líneas están operadas por la empresa ALSA.

## Símbolos
El escudo heráldico y la bandera que representan al municipio fueron aprobados oficialmente el 24 de abril de 1989. El escudo se blasona de la siguiente manera:

Escudo medio cortado y partido. Primero, de plata, un león rampante de púrpura, armado y linguado. Segundo, de plata, un risco de peñascos en su color. Tercero, cuartelado en sotuer; primero y cuarto de sinople con una banda de gules perfilada de oro; segundo y tercero de oro pleno. Al timbre, corona real cerrada.
Boletín Oficial del Estado nº 149 de 23 de junio de 1989

La descripción textual de la bandera es la siguiente:

Bandera de color verde, con una banda roja perfilada de amarillo. Al centro, el escudo municipal en sus colores.
Boletín Oficial del Estado nº 149 de 23 de junio de 1989

## Educación
En Orusco de Tajuña hay una guardería (pública), una ludoteca (pública) y un colegio público de educación infantil y primaria.

## Patrimonio

### Iglesia de San Juan Evangelista

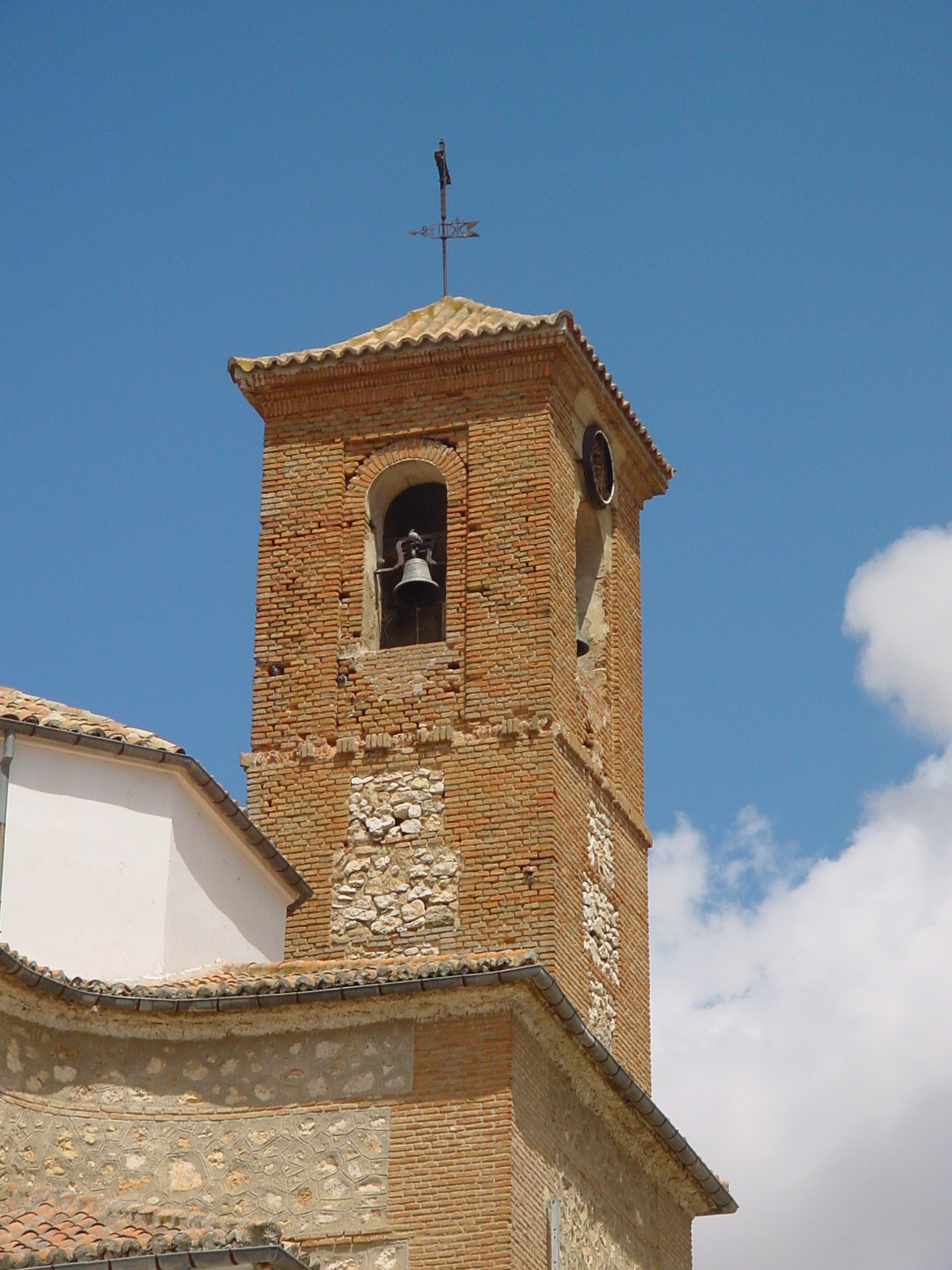
Iglesia de Orusco

Fue construida en el siglo XVII y es de estilo barroco. Ha sido restaurada varias veces, la última por Leopoldo Eijo y Garay en 1964 (se conserva una placa en la fachada). El templo cuenta con tres naves con columnas toscanas y una torre de campanario de dos cuerpos. Tiene en su interior una pila bautismal renacentista del siglo XIV (situada a la derecha de la entrada), y un bello artesonado central. La imagen de la Virgen de Bellaescusa, que antes bajaba sólo en romería durante las fiestas, en mayo y septiembre, preside ahora el templo. La imagen ha sido coronada y declarada alcaldesa perpetua del pueblo en 1962, cargo ratificado en el 2000.

### Ermita de la Virgen de Bellaescusa
Construida por los pobladores en el siglo XIII, al lado de la higuera donde la tradición cuenta que la virgen se apareció a dos cazadores miembros de la orden de Santiago, que estaban a punto de desenfundar las espadas y de enfrentarse por una pieza. Uno de ellos, al verlo, dijo: qué Bella Escusa para dejar de reñir; y decidieron levantar una ermita en su honor. Más tarde fue ocupada por tres eremitas, que después serían los fundadores de la orden de los jerónimos. La ermita fue reconstruida en los años 1960.
La higuera de la aparición presenta frutos pequeños, que se conservan sin deteriorarse durante años, siendo usados como signos de buena suerte. Tiene tres tipos de hojas (tipo parra, tipo morera y tipo higuera) y está declarado árbol singular por la Comunidad de Madrid.

### Fuentes

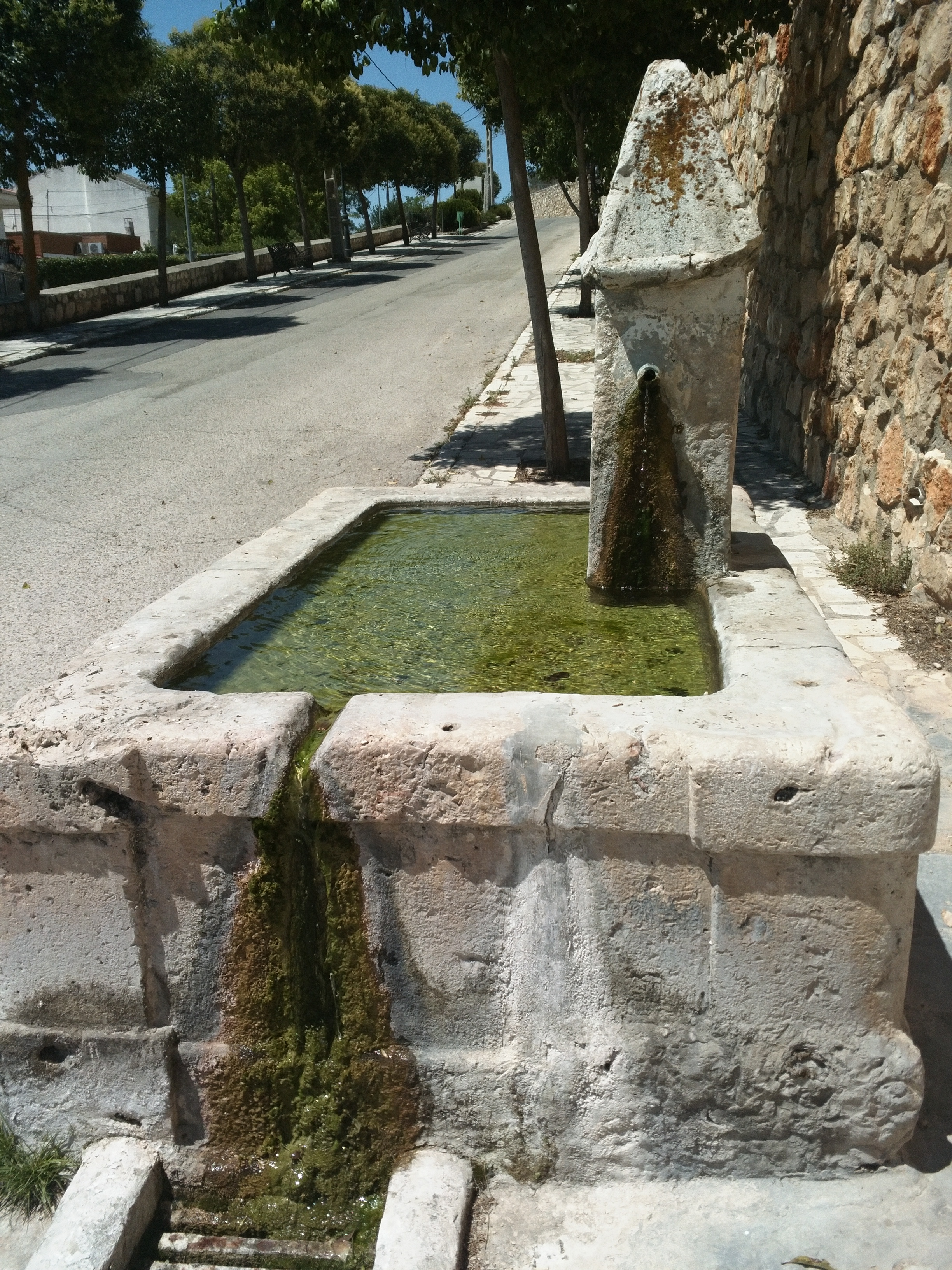
Fuente del Barranquillo

## Cultura

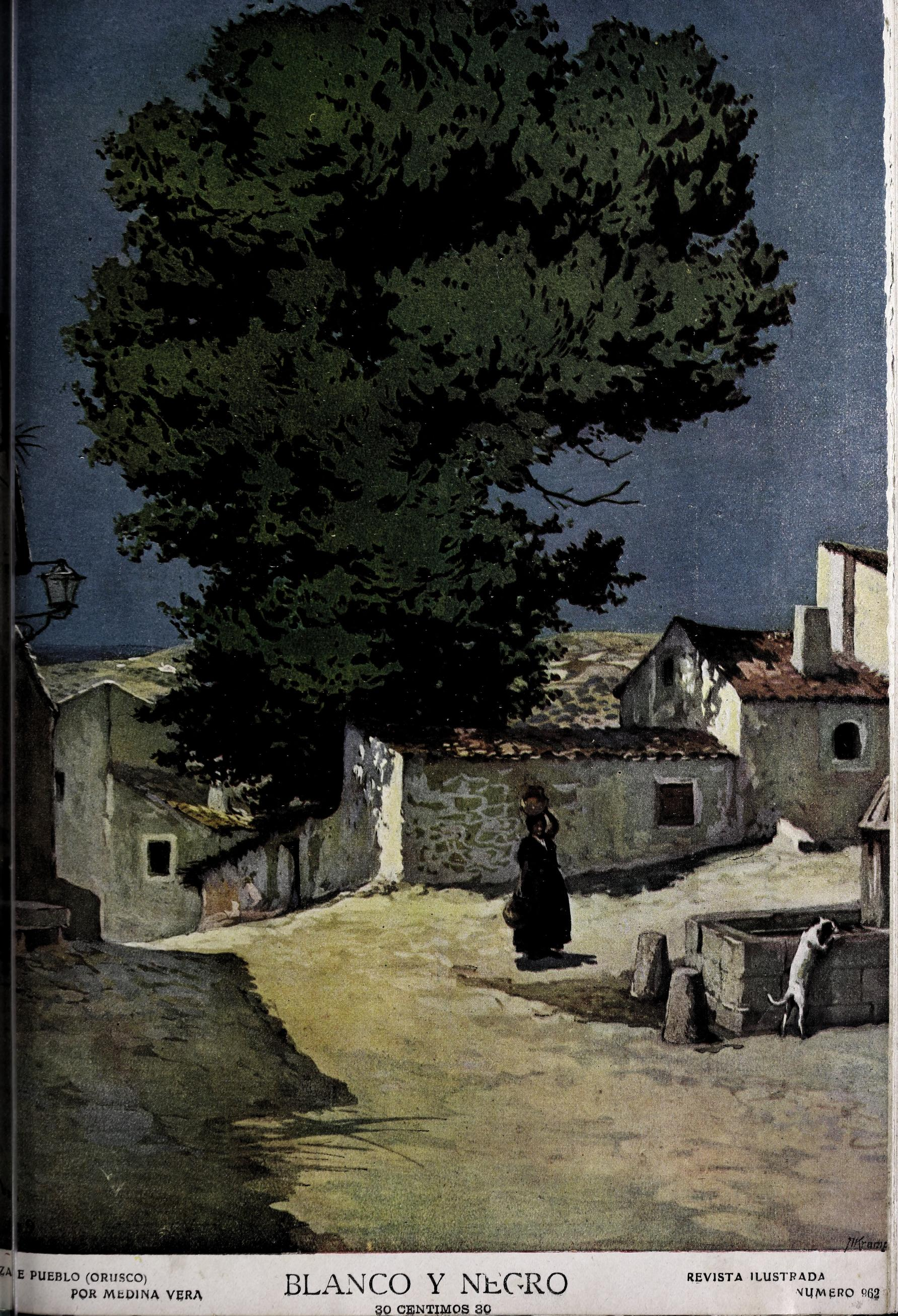
Moza de Orusco, por Medina Vera (Blanco y Negro, 9 de octubre de 1909)

La banda municipal de Orusco fue fundada por Eduardo Yuste en 1903 (Sociedad Filarmónica de Orusco). En 2014 se vuelve a formar la banda que ensaya en el centro cultural.